# Leuwilaja
Leuwilaja is een bestuurslaag in het regentschap Majalengka van de provincie West-Java, Indonesië. Leuwilaja telt 4244 inwoners (volkstelling 2010).